# 蔡元定
蔡元定（1135年—1198年），字季通，號西山。福建建寧建陽麻沙人。朱熹門人，世稱西山先生。堪輿學家。

## 生平
蔡元定精於風水之說，曾築室於西山山頂，刻苦讀書。乾道六年（1170年），朱熹與蔡元定在福建西山、雲谷山絕頂相望，一起學習，被譽為“朱門領袖”、“閩學干城”。朱熹將女兒許配給蔡西山之子，結成姻親。慶元二年（1196年），韓侂冑專權，打擊理學黨徒，朱學被稱為偽學，蔡元定謫居道州（今屬湖南）。臨行前師徒在建陽壩橋飲酒話別，二年後，客死舂陵。
其子蔡沉扶柩千里，葬歸建陽崇泰里後山陳布村翠嵐之源，朱熹亲往致祭，祭文曰：“呜呼季通，而至此耶。精诣之识，卓绝之才，不可屈之志，不可穷之辩，不复可得而见矣。”。

## 著作
著有《律呂新書》、《皇極經世指要》、《八陣圖說》、《脈經》等書。

## 家族
父蔡發，理學家。

## 延伸阅读
[在维基数据编辑]
 《宋史/卷434》，出自脱脱《宋史》